# Columbus (Nowy Jork)
Columbus – miasto w Stanach Zjednoczonych, w stanie Nowy Jork, w hrabstwie Chenango.